# Jolenta Schneider
Jolenta  Helena  Schneider (ur. 18 sierpnia 1934 w Poznaniu, zm. 11 października 2015 tamże) – polska biolożka, fizjolożka roślin, profesor UAM.
W 1965 ukończyła studia na Uniwersytecie im. Adama Mickiewicza, pracę doktorską obroniła w 1972, habilitowała się w 1983, w 1991 mianowana profesorem nadzwyczajnym. W latach 1987–1990 była prodziekanem Wydziału Biologii UAM, a w latach 1991-1996 kierownikiem Zakładu Fizjologii Roślin tej uczelni. 
Tytuł profesora nauk biologicznych uzyskała 8 lipca 1997.

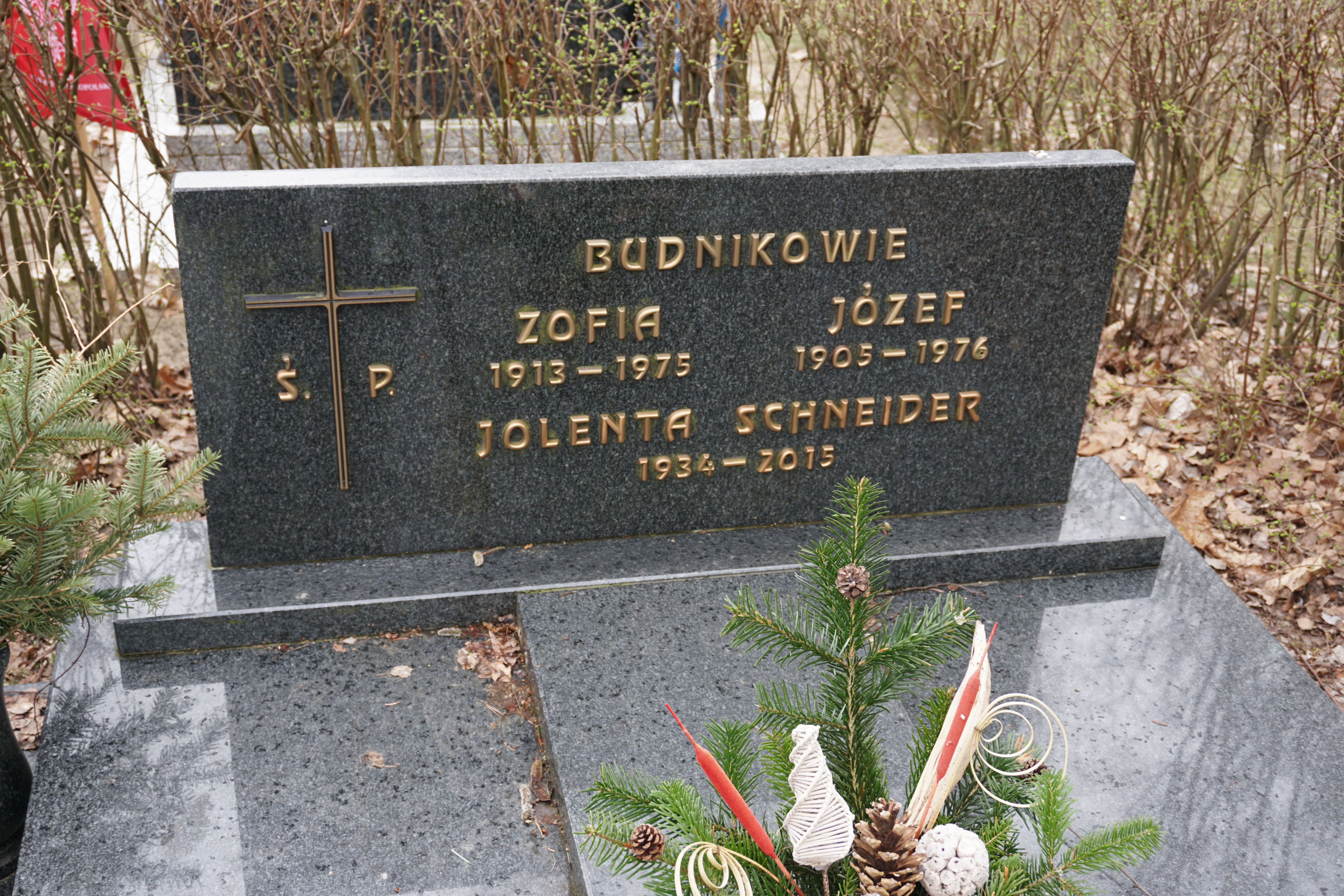
Grób prof. Jolenty Schneider na cmentarzu Miłostowo w Poznaniu

Pochowana na cmentarzu Miłostowo (pole 34, kwatera 3).